# Oberschönbach (Kühbach)
Oberschönbach ist ein Dorf und Ortsteil des Marktes Kühbach im Landkreis Aichach-Friedberg, der zum Regierungsbezirk Schwaben in Bayern gehört.

Zur Gemarkung gehören auch das Pfarrdorf Unterschönbach, der Weiler Mangelsdorf und die Einöde Mittelham sowie die Einöde Berghof.

## Geographie

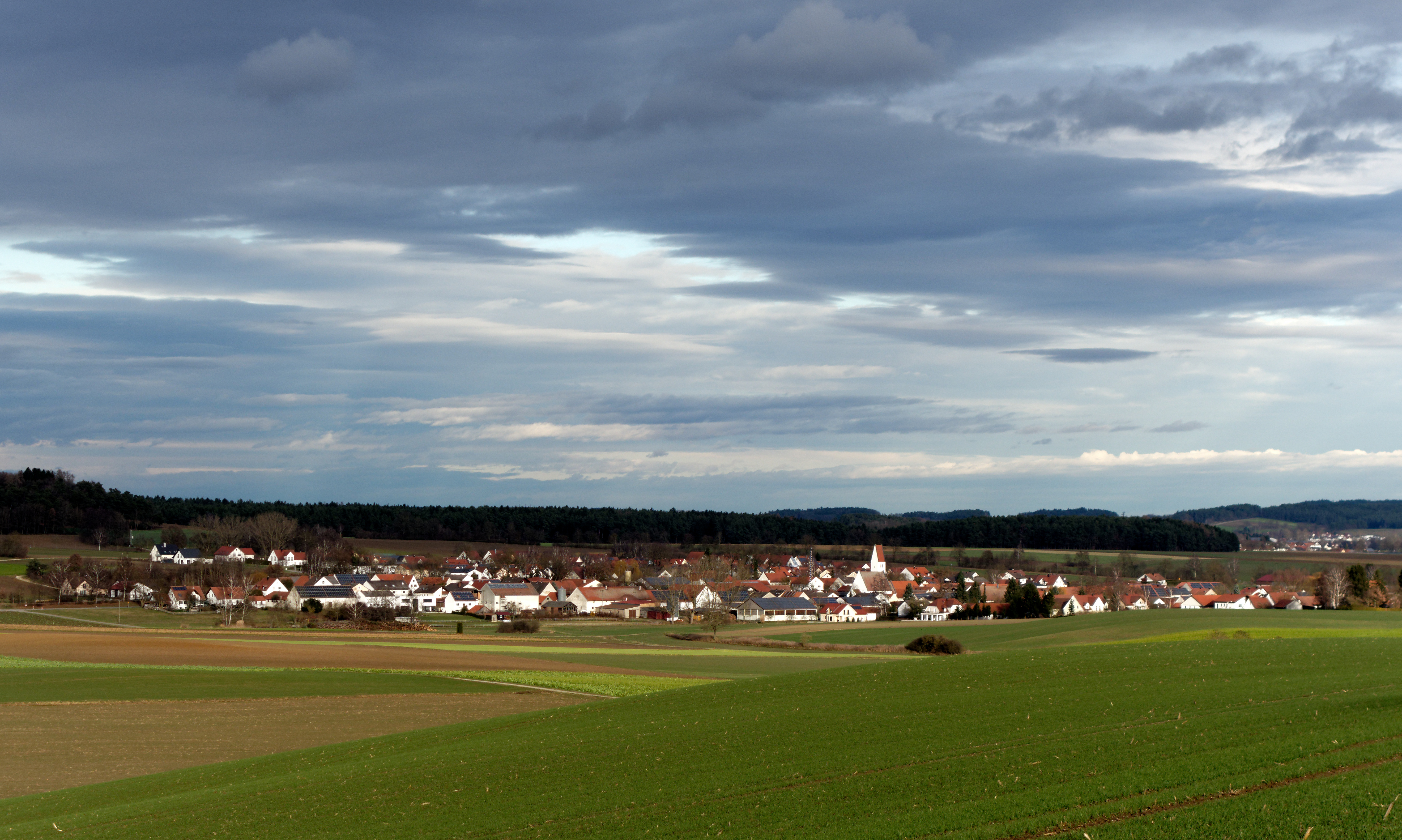
Unterschönbach

Oberschönbach liegt im Donau-Isar-Hügelland und damit im unterbayerischen Hügelland, das zum Alpenvorland, einer der naturräumlichen Haupteinheiten Deutschlands, gehört.
Oberschönbach liegt circa zwei Kilometer östlich von Kühbach, Unterschönbach circa eineinhalb Kilometer östlich, Mangelsdorf ca. 600 m nördlich und Mittelham ca. 500 m nordöstlich von Oberschönbach.
In Mangelsdorf entspringt der Gachenbach, der sich dann nach Osten wendet, durch Gachenbach fließt und nördlich von Weilach als linker Zufluss in die Weilach mündet.
Durch Mangelsdorf verläuft in westöstlicher Richtung die Staatsstraße St 2084 von der Bundesstraße 300 bei Kühbach nach Gerolsbach.

## Geschichte
Die katholische Pfarrei Sankt Kastulus in Unterschönbach gehört zum Dekanat Aichach-Friedberg im Bistum Augsburg. Zur Pfarrei gehören auch noch Oberschönbach und Mittelham.
Mangelsdorf gehört zur katholischen Pfarrei Heilig Kreuz in Weilach.
Bis zum 1. April 1972 gehörte Oberschönbach mit seinen Ortsteilen als selbstständige Gemeinde zum oberbayerischen Landkreis Aichach und wurde dann im Zuge der Gebietsreform in Bayern in den Markt Kühbach eingemeindet, der am 1. Juli 1972 dem neugegründeten schwäbischen Landkreis Aichach-Friedberg zugeschlagen wurde.

## Bodendenkmäler
Siehe: Liste der Bodendenkmäler in Oberschönbach